# Tortezais
Tortezais ist eine französische Gemeinde mit 175 Einwohnern (Stand 1. Januar 2022) im Département Allier in der Region Auvergne-Rhône-Alpes (vor 2016 Auvergne). Sie gehört zum Arrondissement Montluçon und zum Kanton Huriel. 

## Geographie
Tortezais liegt etwa 22 Kilometer nordöstlich von Montluçon.

### Nachbargemeinden
Umgeben ist Tortezais von den Nachbargemeinden Cosne-d’Allier im Nordwesten und Norden, Vieure im Norden, Buxières-les-Mines im Osten, Murat im Osten und Südosten, Villefranche-d’Allier im Süden und Südwesten sowie Sauvagny im Westen.

## Bevölkerungsentwicklung
| Jahr      | 1962 | 1968 | 1975 | 1982 | 1990 | 1999 | 2006 | 2011 | 2019 |
| Einwohner | 270  | 240  | 191  | 202  | 149  | 147  | 169  | 180  | 178  |

## Sehenswürdigkeiten
- Menhir in Le Petit-Bournet
- Kirche Saint-Romain aus dem 12. Jahrhundert
- Schloss La Brosse-Raquin aus dem 15. Jahrhundert

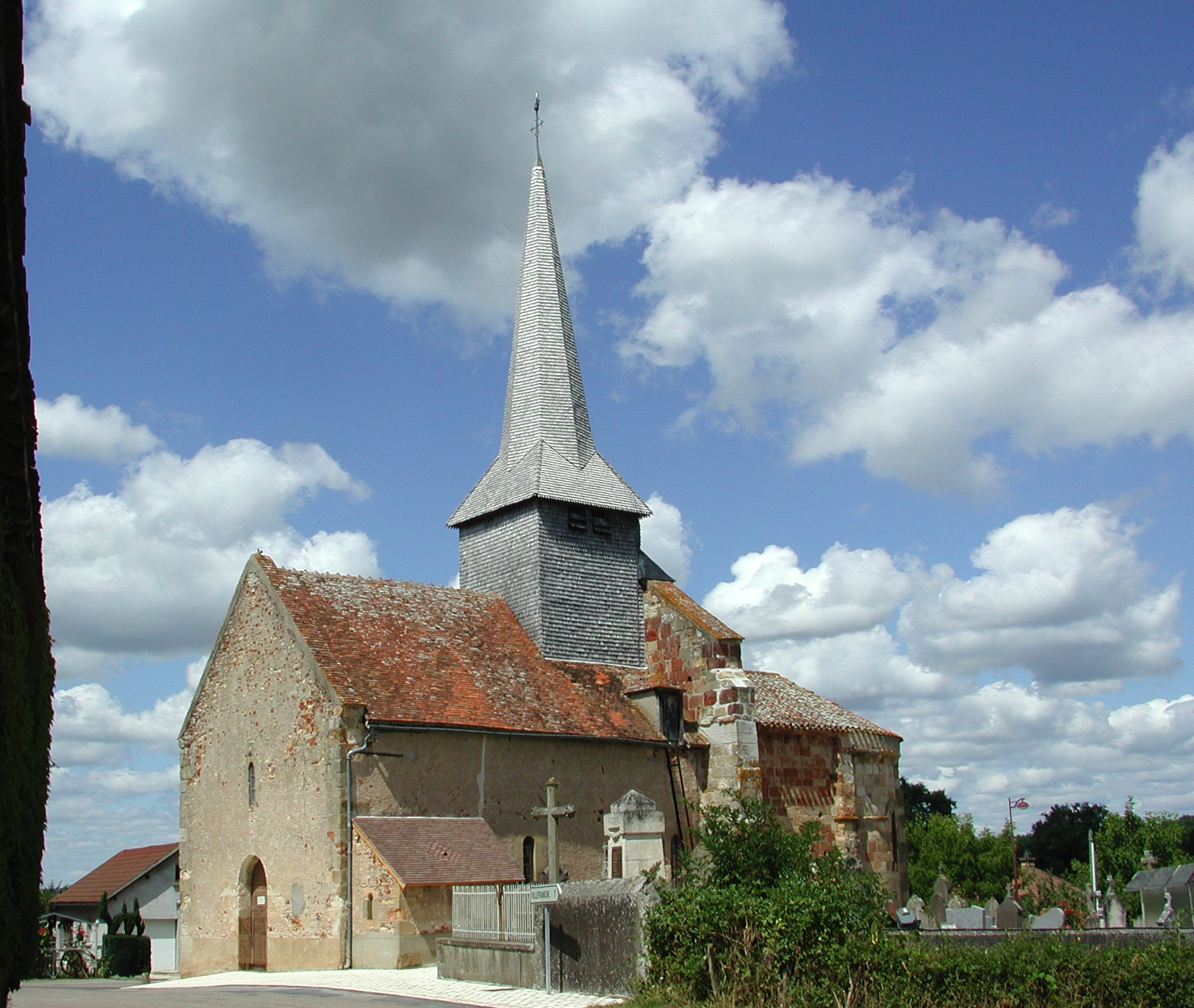
Kirche Saint-Romain

- Schloss La Salle